# Barbara Hale
Barbara Hale (18 de abril de 1922 – 26 de enero de 2017) fue una actriz estadounidense que interpretó a la secretaria legal Della Street en la serie dramática de televisión Perry Mason (1957–1966), lo que le valió un premio Emmy en 1959 a la mejor actriz de reparto en una serie dramática. Reinterpretó el papel en 30 películas para televisión de Perry Mason (1985–1995).

## Primeros años
Barbara Hale nació en DeKalb, Illinois, hija de Wilma (de soltera Colvin) y Luther Ezra Hale, paisajista. Tenía una hermana, Juanita, que dio nombre a la hija menor de Hale. Su familia era de ascendencia escocesa e irlandesa. En 1940, Hale formó parte de la última promoción del Rockford High School de Rockford, Illinois. A continuación asistió a la Chicago Academy of Fine Arts, donde planeaba ser artista. Su carrera artística comenzó en Chicago, cuando empezó a trabajar como modelo para pagarse los estudios.

## Carrera

### Cine

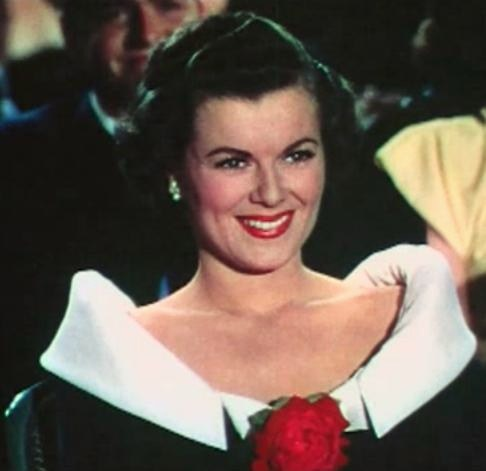
Hale en Jolson Sings Again (1949)

Hale se trasladó a Hollywood en 1943, y bajo contrato con RKO Radio Pictures, hizo su primera aparición en pantalla (sin acreditar) en Gildersleeve's Bad Day. Continuó haciendo pequeñas apariciones sin acreditar en películas, hasta su primer papel acreditado como una glamurosa debutante junto a Frank Sinatra en Higher and Higher (1943) (incluso cantando con él en la película). Hale tuvo papeles protagonistas en películas de la RKO, como West of the Pecos (1945), con Robert Mitchum en su segunda película como estrella, Lady Luck (1946) —  junto a Robert Young, en lo que ella describió como su primer "estrellato total" y "su quinta película A" —  y The Window (1949).
Hale abandonó la RKO en 1949 y fichó por Columbia Pictures. Recibió excelentes críticas por su coprotagonismo junto a Larry Parks en la biografía musical Jolson Sings Again (1949). Parks y ella formaron equipo en películas posteriores.
La racha de películas de éxito de Hale continuó durante la década de 1950: la aventura Lorna Doone (1951); la comedia The Jackpot (con James Stewart) (también de 1951); el drama A Lion Is in the Streets (1953) con James Cagney, y los westerns Seminole (también de 1953) y The Oklahoman (1957). Esta última película, coprotagonizada por Joel McCrea, fue el último papel protagonista de Hale en el cine.
A partir de entonces, rara vez apareció en películas, pero formó parte de un reparto de estrellas en la película de 1970 Airport, en la que interpretó a la esposa de un piloto de líneas aéreas (interpretado por Dean Martin). La última aparición de Hale en un largometraje fue en el drama de 1978 Big Wednesday, en el papel de Mrs. Barlow, la madre del personaje interpretado por William Katt, el hijo de Hale en la vida real.

### Televisión

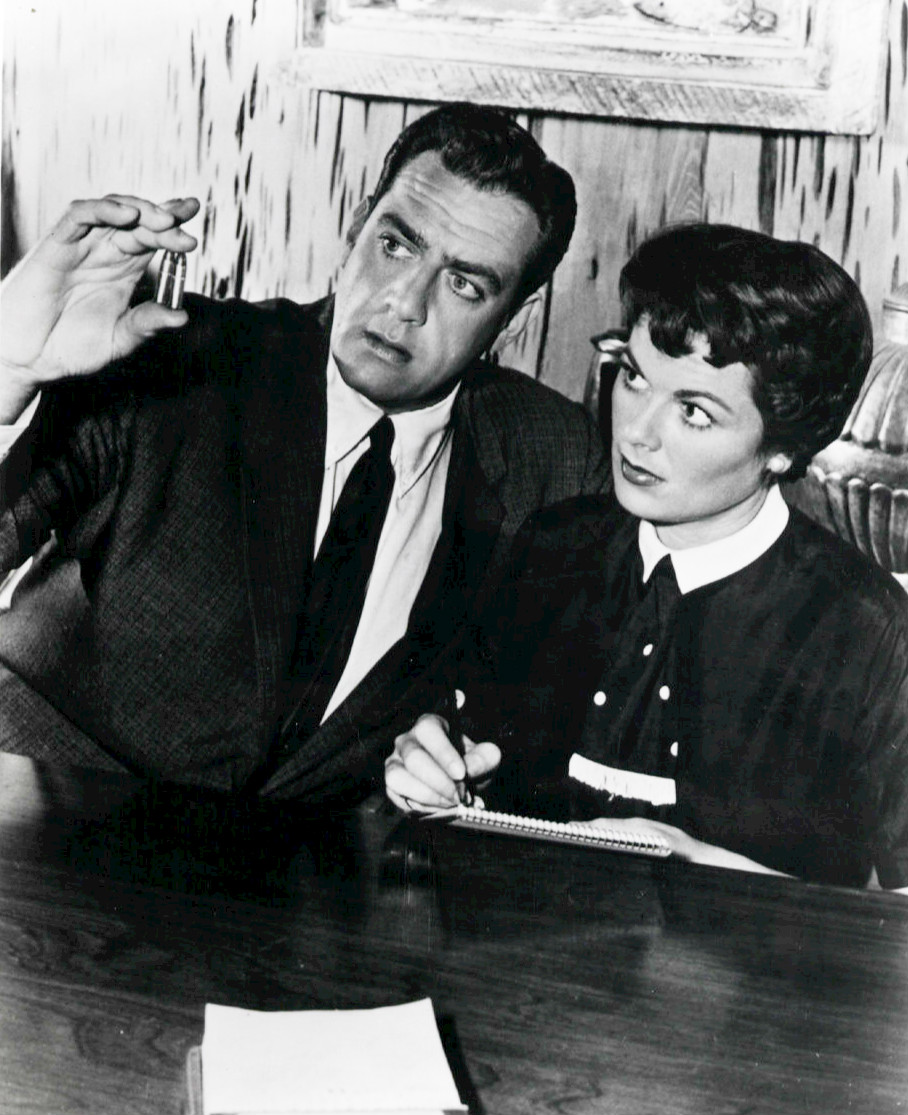
Hale y Raymond Burr en la serie de CBS-TV Perry Mason (1958)

Hale estaba considerando la posibilidad de retirarse de la actuación cuando aceptó su papel más conocido, el de la secretaria legal Della Street en la serie de televisión Perry Mason, protagonizada por Raymond Burr como el personaje principal. La serie se emitió durante nueve temporadas, de 1957 a 1966, con 271 episodios producidos. El papel le valió a Hale un premio Primetime Emmy a la mejor actriz de reparto en una serie dramática.

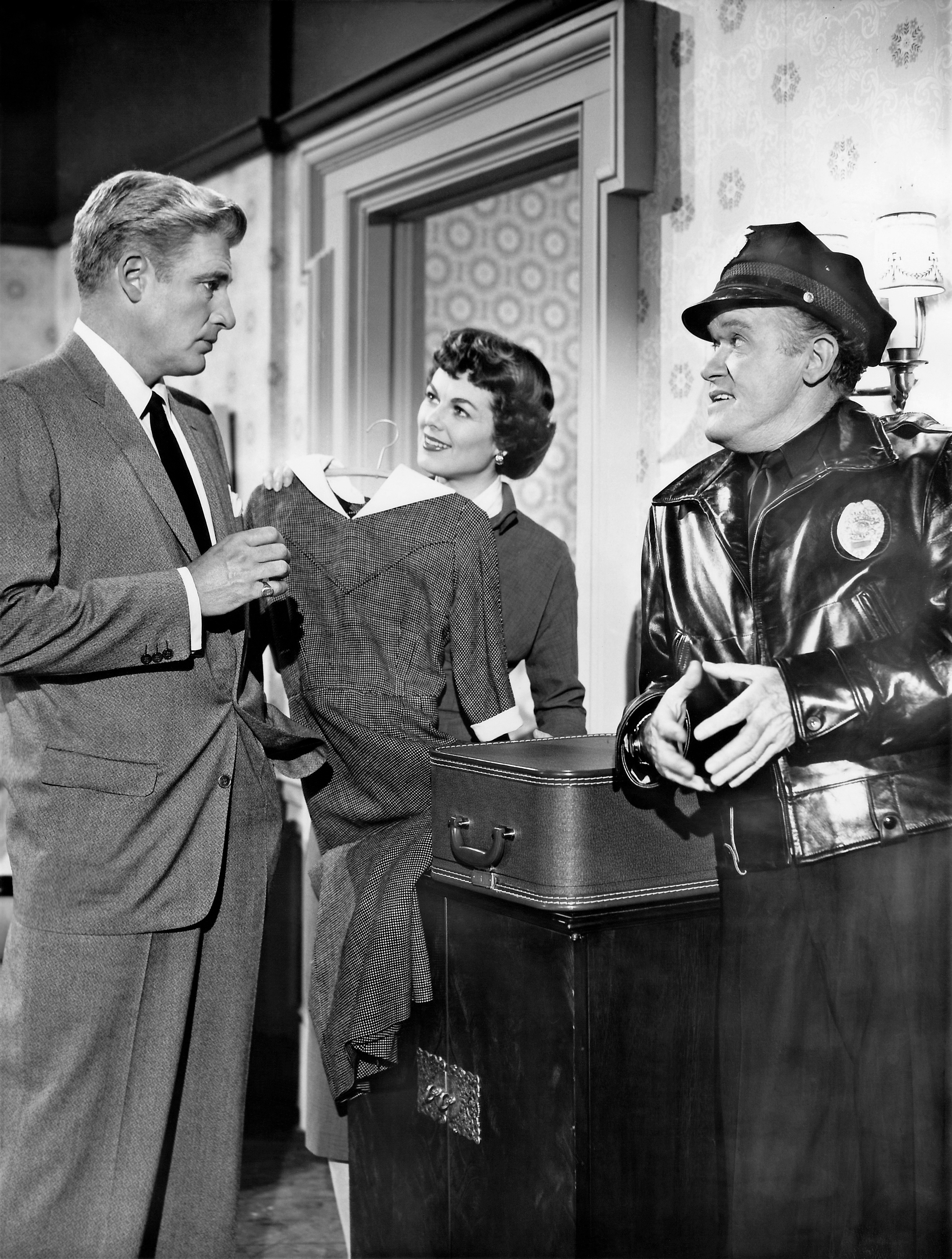
Hale con William Hopper (izquierda) y Frank Sully en Perry Mason (1958)

En 1985, Hale y Burr (por entonces los únicos supervivientes de la serie original) volvieron a interpretar sus papeles en el telefilme Perry Mason Returns. La película tuvo tal éxito de audiencia que se produjeron 29 más hasta 1995. Hale continuó su papel de Della en los cuatro telefilmes producidos tras la muerte de Burr en 1993, subtitulados A Perry Mason Mystery (y protagonizados por Paul Sorvino como Anthony Caruso en la primera película y Hal Holbrook como "Wild" Bill McKenzie en las tres restantes). Hale es, por tanto, la única actriz que ha participado en las 30 películas.
El hijo de Hale, William Katt, interpretó al detective Paul Drake Jr. junto a Hale en nueve de las Perry Mason TV movies entre 1985 y 1988. A su vez, Hale actuó como estrella invitada en la serie de Katt, The Greatest American Hero, en la que Katt interpretaba el papel principal, alias Ralph Hinkley; Hale interpretó a la madre de Hinkley en el episodio de 1982, "Who's Woo in America". También interpretó a su madre en la película de 1978 Big Wednesday.
Hale actuó como invitada en "Murder Impromptu", un episodio de 1971 de Ironside, la primera serie de Burr posterior a Perry Mason.
Su última aparición en pantalla fue en un documental biográfico sobre Burr emitido en 2000.

### Radio
La actividad de Hale en la radio fue limitada; apareció en un episodio de cada uno de los programas Voice of the Army (1947), Lux Radio Theatre (1950) y Proudly We Hail (sindicado), así como en cinco episodios de Family Theater (1950–1954).

## Portavoz
Cuando Amana Corporation buscó una portavoz para sus nuevos hornos microondas Radarange, eligió a Barbara Hale, cuya simpática personalidad ya resultaba familiar a millones de telespectadoras. En cada uno de los anuncios de televisión de Hale, mencionaba el eslogan de la empresa: "Si no pone Amana, no es un Radarange."

## Vida privada y muerte
En 1945, durante el rodaje de West of the Pecos, Hale conoció al actor Bill Williams (cuyo nombre de nacimiento era Herman August Wilhelm Katt). Se casaron el 22 de junio de 1946. La pareja tuvo dos hijas, Jodi y Juanita, y un hijo, el actor William Katt.
Hale se hizo seguidora de la Fe Baháʼí.
Hale falleció en su casa de Sherman Oaks, California el 26 de enero de 2017, a los 94 años, por complicaciones derivadas de una enfermedad pulmonar obstructiva crónica.

## Premios
Hale fue reconocida como Star of the Televisión (con una placa en el 1628 Vine Street) en el Paseo de la Fama de Hollywood el 8 de febrero de 1960. En 1959 ganó el premio Emmy a la mejor actriz de reparto (personaje continuo) en una serie dramática y en 1961 fue nominada al Emmy a la mejor interpretación de un actor o actriz de reparto en una serie.
En 2001 recibió uno de los Golden Boot Awards por su contribución al cine wéstern.

## Filmografía

### Películas
| Año  | Título                           | Papel                                                        | Notas                                |
| ---- | -------------------------------- | ------------------------------------------------------------ | ------------------------------------ |
| 1943 | Gildersleeve's Bad Day           | chica en la fiesta consiguiendo que Peavey haga una donación | Debut cinematográfico; sin acreditar |
| 1943 | Mexican Spitfire's Blessed Event | chica en el aeropuerto                                       | sin acreditar                        |
| 1943 | The Seventh Victim               | Pasajera de metro                                            | sin acreditar                        |
| 1943 | The Iron Major                   | Sarah Cavanaugh                                              | sin acreditar                        |
| 1943 | Gildersleeve on Broadway         | Dependienta de almacén                                       | sin acreditar                        |
| 1943 | Government Girl                  | Chica en el vestíbulo de un hotel                            | sin acreditar                        |
| 1943 | Around the World                 | Barbara Hale                                                 | sin acreditar                        |
| 1943 | Higher and Higher                | Katherine Keating                                            |                                      |
| 1944 | Prunes and Politics              |                                                              | cortometraje                         |
| 1944 | The Falcon Out West              | Marion Colby                                                 |                                      |
| 1944 | Goin' To Town                    | Patty                                                        |                                      |
| 1944 | Heavenly Days                    | Angie                                                        |                                      |
| 1944 | The Falcon in Hollywood          | Peggy Callahan                                               |                                      |
| 1945 | West of the Pecos                | Rill Lambeth                                                 |                                      |
| 1945 | First Yank into Tokyo            | Abby Drake                                                   |                                      |
| 1946 | Lady Luck                        | Mary Audrey                                                  |                                      |
| 1947 | A Likely Story                   | Vickie North                                                 |                                      |
| 1948 | The Boy with Green Hair          | Miss Brand                                                   |                                      |
| 1949 | The Clay Pigeon                  | Martha Gregory                                               |                                      |
| 1949 | The Window                       | Mrs. Mary Woodry                                             |                                      |
| 1949 | Jolson Sings Again               | Ellen Clark                                                  |                                      |
| 1949 | And Baby Makes Three             | Jacqueline 'Jackie' Walsh                                    |                                      |
| 1950 | The Jackpot                      | Amy Lawrence                                                 |                                      |
| 1950 | Emergency Wedding                | Dr. Helen Hunt                                               |                                      |
| 1951 | Lorna Doone                      | Lorna Doone                                                  |                                      |
| 1952 | The First Time                   | Betsey Bennet                                                |                                      |
| 1952 | Rainbow 'Round My Shoulder       | Barbara Hale                                                 | sin acreditar                        |
| 1953 | Last of the Comanches            | Julia Lanning                                                |                                      |
| 1953 | Seminole                         | Revere Muldoon                                               |                                      |
| 1953 | The Lone Hand                    | Sarah Jane Skaggs                                            |                                      |
| 1953 | A Lion Is in the Streets         | Verity Wade                                                  |                                      |
| 1955 | Unchained                        | Mary Davitt                                                  |                                      |
| 1955 | The Far Horizons                 | Julia Hancock                                                |                                      |
| 1956 | The Houston Story                | Zoe Crane                                                    |                                      |
| 1956 | 7th Cavalry                      | Martha Kellogg                                               |                                      |
| 1957 | The Oklahoman                    | Anne Barnes                                                  |                                      |
| 1957 | Slim Carter                      | Allie Hanneman                                               |                                      |
| 1958 | Desert Hell                      | Celie Edwards                                                |                                      |
| 1968 | Buckskin                         | Sarah Cody                                                   |                                      |
| 1970 | Airport                          | Sarah Demerest                                               |                                      |
| 1970 | The Red, White and Black         | Mrs. Alice Grierson                                          |                                      |
| 1975 | The Giant Spider Invasion        | Dr. Jenny Langer                                             |                                      |
| 1978 | Big Wednesday                    | Mrs. Barlow                                                  | último papel cinematográfico         |

### Televisión
| Año     | Título                                  | Papel                                                   | Notas |
| ------- | --------------------------------------- | ------------------------------------------------------- | --- |
| 1952–56 | The Ford Television Theatre             | Marta Linden, Nora White                                | Episodios: "The Divided Heart", "Remember to Live", "Behind the Mask" |
| 1953    | Footlights Theater                      | Katherine Charles                                       | Episodio: "Change of Heart" |
| 1953–55 | Schlitz Playhouse of Stars              |                                                         | Episodios: "Vacation for Ginny", "Tourists-Overnight" |
| 1955    | Studio 57                               | Ruth                                                    | Episodio: "Young Couples Only" |
| 1955    | General Electric Theater                | Ellen Newman                                            | Episodio: "The Windmill" |
| 1955    | Screen Director's Playhouse             | June Waters                                             | Episodio: "Meet the Governor" |
| 1955    | Celebrity Playhouse                     |                                                         | Episodio: "He Knew All About Women" |
| 1955    | Climax!                                 | Mamie Eunson                                            | Episodio: "The Day They Gave Babies Away" |
| 1955    | Science Fiction Theatre                 | Nancy Stanton, Pat Hastings                             | Episodios: "Conversations With an Ape", "The Hastings Secret" |
| 1956    | The Loretta Young Show                  | Bill's Wife                                             | Episodio: "The Challenge" |
| 1956    | Damon Runyon Theater                    | Wendy Longfield                                         | Episodio: "The Good Luck Kid" |
| 1956    | Crossroads                              | Jane Sherman                                            | Episodio: "Lifeline" |
| 1956    | The Millionaire                         | Kathy Munson and Marian Munson                          | Episodio: "The Kathy Munson Story" |
| 1956–57 | Playhouse 90                            | Mrs. Julia Wiley, Ann Barnes, Allie Hanneman            | Episodios: "The Country Husband", "The Blackwell Story" |
| 1957–66 | Perry Mason                             | Della Street                                            | acreditada en todos los 271 episodios Primetime Emmy a la mejor actriz de reparto en una serie dramática (1959) Nominada—Primetime Emmy a la mejor actriz de reparto en una serie dramática (1961) |
| 1959    | General Electric Theater                | Lorraine                                                | Episodio: "Night Club" |
| 1960    | Here's Hollywood                        | Herself                                                 | |
| 1963    | Stump the Stars                         | Herself                                                 | 2 episodios |
| 1967    | Custer                                  | Melinda Terry                                           | Episodio: "Death Hunt" |
| 1969    | Insight                                 | Mom                                                     | Episodio: "A Thousand Red Flowers" |
| 1969    | Lassie                                  | Sarah Caldwell                                          | Episodio: "Lassie and the Water Bottles" |
| 1970    | The Most Deadly Game                    |                                                         | Episodio: "Model for Murder" |
| 1971    | Ironside                                | Marsha Connell                                          | Episodio: "Murder Impromptu" |
| 1971    | Adam-12                                 | Bonnie Jessup                                           | Episodio: "Pick-up"; el esposo de Hale Bill Williams también aparece |
| 1972    | The Doris Day Show                      | Thelma King                                             | Episodio: "Doris' House Guest" |
| 1973–78 | Walt Disney's Wonderful World of Color  | Mrs. Belle Kincaid, Mrs. Hanson, Mrs. Ogle, Mrs. Barlow | Episodios: "Chester, Yesterday's Horse", "Flight of the Grey Wolf, Parts 1 and 2", "The Young Runaways", "Big Wednesday"                                                                           |
| 1974    | Marcus Welby, M.D.                      | Marjorie                                                | Episodio: "The Faith of Childish Things" |
| 1976    | Dinah!                                  | Ella misma                                              | |
| 1982    | The Greatest American Hero              | Paula Hinkley                                           | Episodio: "Who's Woo in America" |
| 1985    | Perry Mason Returns                     | Della Street                                            | Perry Mason TV movie |
| 1986    | The Case of the Notorious Nun           | Della Street                                            | Perry Mason TV movie |
| 1986    | The Case of the Shooting Star           | Della Street                                            | Perry Mason TV movie |
| 1987    | The Case of the Lost Love               | Della Street                                            | Perry Mason TV movie |
| 1987    | The Case of the Sinister Spirit         | Della Street                                            | Perry Mason TV movie |
| 1987    | The Case of the Murdered Madam          | Della Street                                            | Perry Mason TV movie |
| 1987    | The Case of the Scandalous Scoundrel    | Della Street                                            | Perry Mason TV movie |
| 1988    | The Case of the Avenging Ace            | Della Street                                            | Perry Mason TV movie |
| 1988    | The Case of the Lady in the Lake        | Della Street                                            | Perry Mason TV movie |
| 1989    | The Case of the Lethal Lesson           | Della Street                                            | Perry Mason TV movie |
| 1989    | The Case of the Musical Murder          | Della Street                                            | Perry Mason TV movie |
| 1989    | The Case of the All-Star Assassin       | Della Street                                            | Perry Mason TV movie |
| 1990    | The Case of the Poisoned Pen            | Della Street                                            | Perry Mason TV movie |
| 1990    | The Case of the Desperate Deception     | Della Street                                            | Perry Mason TV movie |
| 1990    | The Case of the Silenced Singer         | Della Street                                            | Perry Mason TV movie |
| 1990    | The Case of the Defiant Daughter        | Della Street                                            | Perry Mason TV movie |
| 1991    | The Case of the Ruthless Reporter       | Della Street                                            | Perry Mason TV movie |
| 1991    | The Case of the Maligned Mobster        | Della Street                                            | Perry Mason TV movie |
| 1991    | The Case of the Glass Coffin            | Della Street                                            | Perry Mason TV movie |
| 1991    | The Case of the Fatal Fashion           | Della Street                                            | Perry Mason TV movie |
| 1992    | The Case of the Fatal Framing           | Della Street                                            | Perry Mason TV movie |
| 1992    | The Case of the Reckless Romeo          | Della Street                                            | Perry Mason TV movie |
| 1992    | The Case of the Heartbroken Bride       | Della Street                                            | Perry Mason TV movie |
| 1993    | The Case of the Skin-Deep Scandal       | Della Street                                            | Perry Mason TV movie |
| 1993    | The Case of the Telltale Talk Show Host | Della Street                                            | Perry Mason TV movie |
| 1993    | The Case of the Killer Kiss             | Della Street                                            | Perry Mason TV movie |
| 1993    | The Case of the Wicked Wives            | Della Street                                            | A Perry Mason Mystery TV movie |
| 1994    | The Case of the Lethal Lifestyle        | Della Street                                            | A Perry Mason Mystery TV movie |
| 1994    | The Case of the Grimacing Governor      | Della Street                                            | A Perry Mason Mystery TV movie |
| 1995    | The Case of the Jealous Jokester        | Della Street                                            | A Perry Mason Mystery TV movie |
| 2000    | Biography                               | Ella misma                                              | Episodio: "Raymond Burr, The Case of the TV Legend" |